# Kondor László (író)
Kondor László (írói álneve: L. Condor; Pécs, 1895 – Budapest, 1972. január ?.) író, újságíró, műfordító.

## Élete
Szülei Kondor (1889-ig Kohn) Béla, és Porges Henriette volt. Első verse a Pécsi Naplóban jelent meg 1914-ben.

## Művei
- A Kökörcsin-utcai asszony, Gong 48., Révész Géza, Budapest, 1933, 64 oldal
- L. Condor: Az álarcos lovas, Tarka regénytár 4., Stádium Ny., Budapest, 1935, 95 oldal
- Egy különös végrendelet, Tarka regénytár 7., Stádium Ny., Budapest, 1935, 96 oldal
- Aranyeső a futballpályán, Szivárvány sorozat, Hellas Ny., Budapest, 1937, 64 oldal
- Az El-Paso-i kiskirály, szerzői magánkiadás, Budapest, 1940, 63 oldal
- Az álarcos serif, Friss Újság Színes Regénytára 154., Általános Ny., Budapest, 1940, 40 oldal
- A havasok királynője, szerzői magánkiadás, Budapest, 1940, 127 oldal
- L. Condor: Izgalmas mérkőzés, Csillagos regény sorozat, Faragó Ny., Kispest, 1940, 64 oldal
- L. Condor: Őfensége és a szerelem, Központi Könyvkiadó, Budapest, 1940, 63 oldal
- L. Condor: Pusztai kísértet, szerzői magánkiadás, Budapest, 1941, 128 oldal
- L. Condor: Szajnaparti kaland, Aurora Könyvkiadó, Budapest, 1941, 78 oldal
- L. Condor: Szerelem - fogadásból, Modern Könyvterjesztő váll., Budapest, 1941, 126 oldal
- L. Condor: A szürke farkas, szerzői magánkiadás, Budapest, 1941, 64 oldal
- Cecile szerencséje, Aurora, Budapest, 1941, 62 oldal
- L. Condor: Görlök a zsiványtanyán, Duna, Budapest, 1941, 62 oldal
- Találkozásom Bovarynéval, novellák, szerzői magánkiadás, Kispest, 1941, 96 oldal
- L. Condor: Titkolt szerelem, Duna, Budapest, 1942, 32 oldal

## Műfordításai
- Stefan Zweig: Lángoló titkok (Brennendes Geheimnis), Halász, Budapest, 1946, 160 oldal

(vele egy kötetben Viráta legendája (Die Augen des ewigen Bruders), fordította: Haiman György)
- Felix Salten: Veronka kedves (Die kleine Veronika), Halász, Budapest, 1946, 160 oldal